# Neptun-Gletscher
Der Neptun-Gletscher ist ein Gletscher an der Ostküste der westantarktischen Alexander-I.-Insel. Er fließt in östlicher Richtung zum George-VI-Sund, den er südlich des Triton Point erreicht.
Erstmals gesichtet hat ihn der US-amerikanische Polarforscher Lincoln Ellsworth bei einem Überflug am 23. November 1935. Die dabei entstandenen Fotografien dienten Ellsworths Landsmann, dem Geographen W. L. G. Joerg, für eine grobe Kartierung. 1949 folgte eine Vermessung durch den Falkland Islands Dependencies Survey (FIDS). Das Entstehungsgebiet des Gletschers kartierte der britische Geograph Derek Searle vom FIDS im Jahr 1960 mittels Luftaufnahmen kartiert, die bei der Ronne Antarctic Research Expedition (1947–1948) unter der Leitung des US-amerikanischen Polarforschers Finn Ronne entstanden waren. Das UK Antarctic Place-Names Committee benannte ihn 1955 nach dem Planeten Neptun.